# 왕순례 묘
왕순례 묘는 대한민국 경기도 연천군 미산면 아미리에 있다. 2014년 12월 9일 연천군의 향토문화재 제23호로 지정되었다.

## 개요
왕순례(~1485)는 고려 현종의 원손으로 숭의전사로 임명되어 숭의전의 제사를 주관하였다.